# G216国道

G216国道（G216こくどう/国道216線、G216線）別名北疆東線（ほくきょうとうせん）は中華人民共和国の新疆ウイグル自治区（東トルキスタン）内のアルタイ市から和静県巴侖台鎮を結ぶ全長840kmの中国の国道である。ジュンガル盆地とグルバンテュンギュト砂漠を経由する。

## 里程表
| 省、自治区                            | 地級市、自治州、地区            | 県、県級市、市轄区、自治県 | 距離(km) | 注           |
| ------------------------------------- | ------------------------------- | -------------------------- | -------- | ------------ |
| 新疆ウイグル自治区 （東トルキスタン） | イリ・カザフ自治州 アルタイ地区 | アルタイ市                 | 0        | G216国道起点 |
| 新疆ウイグル自治区 （東トルキスタン） | イリ・カザフ自治州 アルタイ地区 | アルタイ市北屯鎮（北屯市） | 65       |              |
| 新疆ウイグル自治区 （東トルキスタン） | イリ・カザフ自治州 アルタイ地区 | コクトカイ県               | 185      |              |
| 新疆ウイグル自治区 （東トルキスタン） | 昌吉回族自治州                  | 大黄山（幸福路）           | 475      |              |
| 新疆ウイグル自治区 （東トルキスタン） | 昌吉回族自治州                  | 阜康市                     | 573      |              |
| 新疆ウイグル自治区 （東トルキスタン） | ウルムチ市                      | 米東区                     | 635      |              |
| 新疆ウイグル自治区 （東トルキスタン） | ウルムチ市                      | ウルムチ市                 | 657      |              |
| 新疆ウイグル自治区 （東トルキスタン） | ウルムチ市                      | ウルムチ県天山一号氷河     | 777      |              |
| 新疆ウイグル自治区 （東トルキスタン） | バインゴリン・モンゴル自治州    | 和静県巴侖台鎮             | 840      | G216国道終点 |

## 主な接続路線

### 新疆ウイグル自治区（東トルキスタン）
- G217国道 - アルタイ市
- G312国道、G314国道 - ウルムチ市
- G218国道 - 和静県巴侖台鎮（英語版）

## 註釈・参考資料
1. ↑  国道216線----北疆東線 （一路凱歌）
2. ↑  新疆自駕車指南－国道216線具体情况（雲南中青旅在線）